# Call of Duty: Modern Warfare (videojuego de 2019)
Call of Duty: Modern Warfare es un videojuego de acción de disparos en primera persona desarrollado por Infinity Ward y publicado por Activision. Sirviendo como la decimosexta entrega general de la serie Call of Duty, así como un reinicio de la subserie Modern Warfare, se lanzó el 25 de octubre de 2019 para PlayStation 4, Windows y Xbox One.
El juego se desarrolla en un entorno realista y moderno. La campaña sigue a un oficial de la CIA y a las fuerzas británicas del SAS mientras se unen a los rebeldes de la ficticia República de Urzikstan, luchando juntos contra las Fuerzas Armadas rusas que han invadido el país y el grupo terrorista Urzik Al-Qatala, mientras buscan un cargamento robado de cloro gaseoso. El modo Operaciones especiales del juego presenta misiones de juego cooperativo que siguen a la campaña. El modo multijugador admite el modo multijugador multiplataforma y la progresión multiplataforma por primera vez en la serie. Se ha rediseñado para que el juego sea más táctico e introduce nuevas características, como un modo Realismo que elimina el HUD, así como una versión del modo Guerra Terrestre que ahora admite 64 jugadores. Una actualización posterior al lanzamiento presenta un modo Battle Royale gratuito, Warzone, que también se comercializó como un título independiente. El modo multijugador también admite el modo multijugador en pantalla compartida. Este modo incluye bots, mapas personalizados, modos de juego personalizados y otras acciones creativas que interfieren en el juego.
Infinity Ward comenzó a trabajar en el juego poco después del lanzamiento de su título de 2016 Call of Duty: Infinite Warfare. Introdujeron un motor completamente nuevo para el juego, que permite nuevas mejoras de rendimiento, como entornos más detallados y capacidades de trazado de rayos. Para la campaña, tomaron influencia de conflictos de la vida real, como la Guerra Civil Siria, el ataque a Bengasi de 2012, el ataque al complejo de Osama Bin Laden y los incidentes terroristas que ocurrieron en Londres. Para el modo multijugador, eliminaron el pase de temporada tradicional de la franquicia y eliminaron las cajas de botín, lo que les permitió distribuir contenido gratuito posterior al lanzamiento a la base de jugadores en forma de "Temporadas".
Modern Warfare recibió elogios por su jugabilidad, campaña, multijugador y gráficos. Las críticas se centraron en el manejo del tema de la campaña, incluida la representación del ejército ruso, así como en las cuestiones de equilibrio en el modo multijugador. El juego había vendido más de 30 millones de unidades en septiembre de 2020. En 2022 se lanzó una secuela, titulada Modern Warfare II.

## Desarrollo
El juego fue desarrollado por Infinity Ward. Su desarrollo empezó en 2016 tras publicarse Call of Duty: Infinite Warfare. Beenox, Raven Software, High Moon Studios y Sledgehammer Games  ayudan al desarrollo.
El 30 de mayo de 2019 en el canal de YouTube de Call Of Duty se publicó el tráiler y su fecha de lanzamiento. Pocos meses después, algunos dobladores de Infinity Ward han dejado sus primeras frases en el tráiler en español.
Según Taylor Kurosaki, un director narrativo del juego, el Captain Price retornará, "pero en una línea de tiempo anterior a los eventos de Call of Duty 4: Modern Warfare."

## Argumento

### Campaña
En 2019, durante una operación encubierta para recuperar cargamentos de gas químico peligroso que se dirigían a Urzikistán, el oficial de la CIA y de la SAC / SOG “Alex” es interceptado por hostiles desconocidos que matan a los Marines Raiders que lo acompañan y escapan con el gas. La encargada de Alex, la jefa de estación Kate Laswell, solicita la ayuda del capitán de SAS, John Price para recuperar los productos químicos y reducir la situación con Rusia. Veinticuatro horas después, un grupo de terroristas suicidas, afiliado a la organización terrorista Al-Qatala, ataca el Piccadilly Circus en Londres. Se envía al sargento de SAS, Kyle Garrick para contener la situación con la ayuda de Price y las fuerzas policiales locales. Posteriormente, Alex es enviado a Urzikistán para reunirse con el líder rebelde Farah Karim, quien acepta unir fuerzas para rastrear los productos químicos, a cambio de su ayuda para derrocar a las fuerzas rusas dirigidas por el general Roman Barkov.
Las fuerzas del SAS dirigidas por Price y Garrick asaltan una casa ocupada por Al-Qatala, donde descubren la ubicación de su líder, Omar “El Lobo” Sulaman. Alex, acompañado por el sargento Marcus Griggs y su escuadrón de infantes de marina, avanza hacia el Hospital Ramaza en Urzikistán y captura a “El Lobo”. Más tarde, la mano derecha de “El Lobo”, Jamal “El Carnicero” Rahar, lanza un ataque a la Embajada de los Estados Unidos en Urzikistán en un intento por liberar a “El Lobo”. Price, Garrick, Alex, Farah y las fuerzas de defensa de la embajada trabajan juntos para asegurar a “El Lobo”, pero finalmente fracasan. Más tarde, a Farah se le ocurre un plan para tender una emboscada a los hombres de “El Lobo” en la "Carretera de la Muerte" en Urzikistán. Su plan sale mal cuando los hombres de Barkov atacan tanto a las fuerzas rebeldes como a los militantes de Al-Qatala. El hermano de Farah y segundo al mando, Hadir, se revela que es el ladrón que robó el cargamento químico; en un intento de expulsar a las fuerzas hostiles, Hadir activa los productos químicos en el área, matando a todos los hombres de Barkov y las fuerzas de Al-Qatala, con Farah y Alex escapando de la muerte por poco.
En este punto, se revelan las motivaciones detrás de la animosidad de los hermanos Karim con Barkov. En 1999, los hermanos quedaron huérfanos durante la invasión de Barkov. Los dos intentaron escapar del país, pero fueron capturados por el propio Barkov y encarcelados durante los siguientes diez años. Mientras estaba en cautiverio, Farah ascendió al rango de comandante de las fuerzas rebeldes y finalmente ejecutó una fuga del campo de prisioneros de Barkov con la ayuda de un joven Price. En la actualidad, Hadir aparentemente ha unido fuerzas con Al-Qatala, lo que ha obligado a Farah y al equipo de Price a actuar. Se infiltran en la base oculta de “El Lobo” y logran matarlo, aunque no logran localizar a Hadir. Con el gas todavía suelto, el Gobierno de los Estados Unidos declara al ejército de liberación de Farah como una amenaza terrorista extranjera.
Tras la información sobre un posible ataque en Rusia orquestado por Hadir, Price y Garrick se dirigen a San Petersburgo y se encuentran con uno de los antiguos contactos de Price, Nikolai. Se las arreglan para interceptar una reunión de Al-Qatala y apresar a “El Carnicero”. Como “El Carnicero” se niega a ceder al interrogatorio, Price recurre a usar a su esposa e hijo, lo que lo obliga a obedecer. A Garrick se le da la opción de ejecutar a “El Carnicero” o dejarlo con vida. Se enteran de que Hadir planea atacar a Barkov en su finca en Baurci, Moldavia, y proceden a interceptarlo. En la finca, los dos aprenden de Hadir sobre la ubicación de la fábrica de gas de Barkov en Bordzhomi, Georgia, y escapar por poco. Sin embargo, Laswell llega e informa a Price que Rusia exige que se les entregue a Hadir. Price cumple a regañadientes, con la condición de que se quede con la información de la fábrica de gas. Price y Garrick se encuentran con Farah y Alex en Urzikistán, luego planean su ataque a la fábrica. Junto con la ayuda de Laswell, el equipo avanza en la fábrica e intenta usar explosivos proporcionados por Nikolai para demoler la instalación. Sin embargo, el detonador se daña en la pelea, y Alex se ofrece como voluntario para configurar los explosivos manualmente, aparentemente sacrificando su propia vida. Mientras Barkov intenta escapar de la instalación en helicóptero, Farah lo embosca y lo mata. Las fuerzas de Farah y el equipo de Price evacuan cuando la fábrica es destruida.
Con Barkov muerto y repudiado por Rusia, Price se reúne con Laswell para discutir la creación de la Fuerza de Tarea 141 en preparación contra el terrorista ruso Victor Zakhaev. Price revisa los archivos de posibles reclutas con Laswell: Garrick, John "Soap" MacTavish y Simon "Ghost" Riley.

### Operaciones especiales
Tras la muerte de "El Lobo", Al-Qatala reaparece con un nuevo líder, que representa una peligrosa amenaza para las fuerzas rusas en Verdansk. Laswell, junto al sargento Kamarov del FSB, autoriza una operación conjunta, alistando a muchos de los mejores operadores del mundo para luchar contra la nueva amenaza no identificada. La facción conjunta, llamada Armisticio, asume varias operaciones de Al-Qatala en Verdansk, eliminando a varias figuras clave dentro de la organización: Almalik, el propietario; “El Traficanté”, el Contrabandista; y el jefe de operaciones financieras de AQ, The Banker. Después de una operación de rescate de rehenes, el Armisticio se entera de que Al-Qatala ha estado traficando en el comercio de armas con Zakhaev, al que en inteligencia se hace referencia como "Sr. Z"; Se revela que Zakhaev fue el benefactor detrás del reciente resurgimiento de Al-Qatala, y su nuevo líder se identifica como Khaled Al-Asad.

## Lanzamiento
Call of Duty: Modern Warfare fue lanzado el 25 de octubre de 2019, para Microsoft Windows, PlayStation 4 y Xbox One.

## Gameplay
El Modern Warfare, aunque sea un juego de la saga Call of Duty, no incluye la modalidad de zombies. No obstante, se han añadido nuevos modos, en todos ellos (a continuación) se tiene la opción de elegir un operador, es decir, una skin para así personalizar el juego.

### Multijugador
En el multijugador nos vamos a encontrar con una amplia lista de modos de juego. Por una parte podremos seleccionar los tradicionales de esta saga de videojuegos como: Duelo por equipos, Buscar y Destruir, Dominio, Punto Caliente, Guerra Terrestre, etc… Además de nuevos modos nuevos y únicos del Modern Warfare, que cada cierto tiempo van cambiando como ahora: Tiroteo 2vs2, Tiroteo 3vs3, Torneo de tiroteo, lista de mapas pequeños y Guerra Terrestre Realista. Poco a poco se van implementando de nuevos como estrategia para que el jugador no abandone este Call of Duty.
En cuanto a las armas, estas se dividen en principales y secundarias, pero todas en subcategorías como: Fusiles de asalto, Subfusiles, Escopetas, Fusiles de precisión, Ametralladoras ligeras, Fusiles tácticos, Armas cortas (pistolas), Lanzacohetes y Cuerpo a cuerpo. El sistema de accesorios y camuflajes se basa en niveles de arma, en otras palabras, cuanto más juegues con un arma más la subirás de nivel, y cuanto más la subas de nivel, más camuflajes y accesorios conseguirás. Cuando consigues todos los camuflajes de un arma consigues el camuflaje “oro” de ese arma, cuando consigues todos los camuflajes de una subcategoría obtienes el camuflaje “cromado”, y finalmente, si consigues todos los camuflajes de todas las armas de multijugador recibes el camuflaje “damasco”

### Armas
Todas las armas que tengan entre paréntesis "(Temporada X)" se refiere al número de temporada en el cual fue introducida el arma en el juego, si algún arma no lo tiene, significa que la misma está desde los inicios del juego (exceptuando la AK-12, ya que es un arma que solo es usable en ciertas partes de la campaña del juego)
| Fusiles de asalto        | Subfusiles                | Escopetas               | Ametralladoras ligeras       | Fusiles tácticos       | Fusiles de precisión    | Armas cortas               | Lanzacohetes | Cuerpo a cuerpo.              | Armas Especiales     |
| ------------------------ | ------------------------- | ----------------------- | ---------------------------- | ---------------------- | ----------------------- | -------------------------- | ------------ | ----------------------------- | -------------------- |
| Kilo 141                 | AUG                       | Modelo 680              | PKM                          | EBR-14                 | Dragunov                | X16                        | Pila         | Cuchillo de combate           | Minigun              |
| FAL                      | P90                       | R9-0                    | SA87                         | Carabina MK2           | HDR                     | 1911                       | Strela-P     | Escudo antidisturbios         | Lanzagranadas MGL-32 |
| M4A1                     | MP5                       | 725                     | M91                          | Kar 98K                | AX 50                   | .357 (Colt Python)         | JOKR         | Palos de kali (Temporada 4)   |                      |
| FR 5,56 FAMAS            | Uzi                       | Origin 12               | MG34                         | Ballesta (Temporada 1) | Rytec AMR (Temporada 4) | M19                        | RPG-7        | Kodachis duales (Temporada 5) |                      |
| Oden                     | PP19 Bizon                | Rouge VLK (Temporada 2) | Holger-26 (Temporada 1)      | SKS (Temporada 3)      |                         | .50 GS                     |              |                               |                      |
| M13                      | MP7                       | AA-12 (Temporada 6)     | Bruen MK9 (Temporada 3)      | SP-R 208 (Temporada 6) |                         | Renneti (Temporada 3)      |              |                               |                      |
| FN SCAR 17               | Striker 45 (Temporada 2)  |                         | FiNN LMG (Temporada 5)       |                        |                         | Sykov (Actualización 2021) |              |                               |                      |
| AK-47                    | Fennec (Temporada 4)      |                         | RAAL MG (Actualización 2021) |                        |                         |                            |              |                               |                      |
| RAM-7 (Temporada 1)      | ISO (Temporada 5)         |                         |                              |                        |                         |                            |              |                               |                      |
| Grau 5.56 (Temporada 2)  | CX-9 (Actualización 2021) |                         |                              |                        |                         |                            |              |                               |                      |
| CR-56 AMAX (Temporada 4) |                           |                         |                              |                        |                         |                            |              |                               |                      |
| AN-94 (Temporada 5)      |                           |                         |                              |                        |                         |                            |              |                               |                      |
| As Val (Temporada 6)     |                           |                         |                              |                        |                         |                            |              |                               |                      |
| AK-12 (Solo campaña)     |                           |                         |                              |                        |                         |                            |              |                               |                      |

### Warzone
Este modo es nuevo en la saga y su funcionamiento es el de Battle Royale (como PUBG, Apex Legends y Fortnite),en el que compiten hasta ciento cincuenta jugadores en solitario, en dúos, en tríos o en escuadrones. Los jugadores saltan de un avión de carga que cruza el mapa en el momento que deseen, y empiezan solo con una pistola de mano. Cuando aterrizan, deben buscar mejores armas, objetos útiles,dinero (con el que se podrán dirigir a cualquier de los centros de compra que hay repartidos en el mapa para así comprar rachas de puntos o ventajas), evitando que los maten mientras atacan a otros jugadores. La acción se divide en rondas con una duración determinada. Al acabar cada ronda, el área segura del mapa se reduce en tamaño debido a una zona de gas mortífero; los jugadores que están fuera de esa área segura reciben daño y pueden morir a causa de ella (a no ser que hayan conseguido una máscara de gas, que te proporciona hasta seis usos,es decir, con ella puedes aguantar unos segundos dentro del gas sin sufrir daños). Esto obliga a los jugadores a estar en espacios cada vez más cerrados y fomenta los combates entre jugadores. El último jugador o escuadrón vivo es el ganador. Existen una serie de contratos (o desafíos) repartidos a lo largo del mapa (para hacer el modo algo más frenético), los hay de tres tipos: Carroñero (aparecen de 3 a 4 cajas cerca de la zona de donde has reclamado el desafío para conseguir un mejor equipamiento), Contrato de matar (se marca a un enemigo en el mapa y tienes que matarlo, si lo ejecutas, recibes la recompensa) y de Bandera (se marca una localización en el mapa, la misión es ir y asegurar la zona, como recompensa obtienes dinero, armas y hasta una señal que te indica donde se va a cerrar el próximo círculo). Por otro lado, se ha innovado en temas de la salud, ahora existen unas placas de metal que puedes recoger en el mapa (hasta un máximo de cinco), también puedes recoger una mochila de blindaje (que te permitirá tener hasta 8 placas), tienen la función de hacer de escudo, cuando recoges una te la puedes equipar en el chaleco para así tener una especie de chaleco antibalas que te protege del daño de algunas balas, sin embargo, se puede romper (en este caso te tendrías que poner más placas).

### Cooperativo
Es un modo en el que ya los jugadores no compiten entre sí, sino que estos se enfrentan a la IA completando diferentes misiones (a elegir en el menú de cooperativo), las cuales se llevan a cabo por equipos de cuatro personas. Las misiones suelen ser de rescate de civiles, asegurar edificios, proteger cargas o destruirlas y más; si se completan con éxito, éstos reciben operadores nuevos, exclusivos de cada misión de Cooperativo.

## Recepción

### Crítica
Call of Duty: Modern Warfare ha recibido críticas positivas desde su lanzamiento.
La página de reseñas Metacritic dio a la versión de PlayStation 4 82/100, a la versión de Xbox One 82/100 y a la versión de Microsoft Windows 81/100